# Tachypleus tridentatus
Tachypleus tridentatus (лат.) — вид хелицеровых из отряда мечехвостов.

## Распространение
Известны в водах Китая, Индонезии, Японии, Южной Кореи, Малайзии, Филиппин, Тайваня и Вьетнама. Выдерживают более холодную воду, чем другие азиатские виды мечехвостов.

## Описание
Головогрудь прикрыта единой пластиной. Хвост в форме пики называют тельсон.

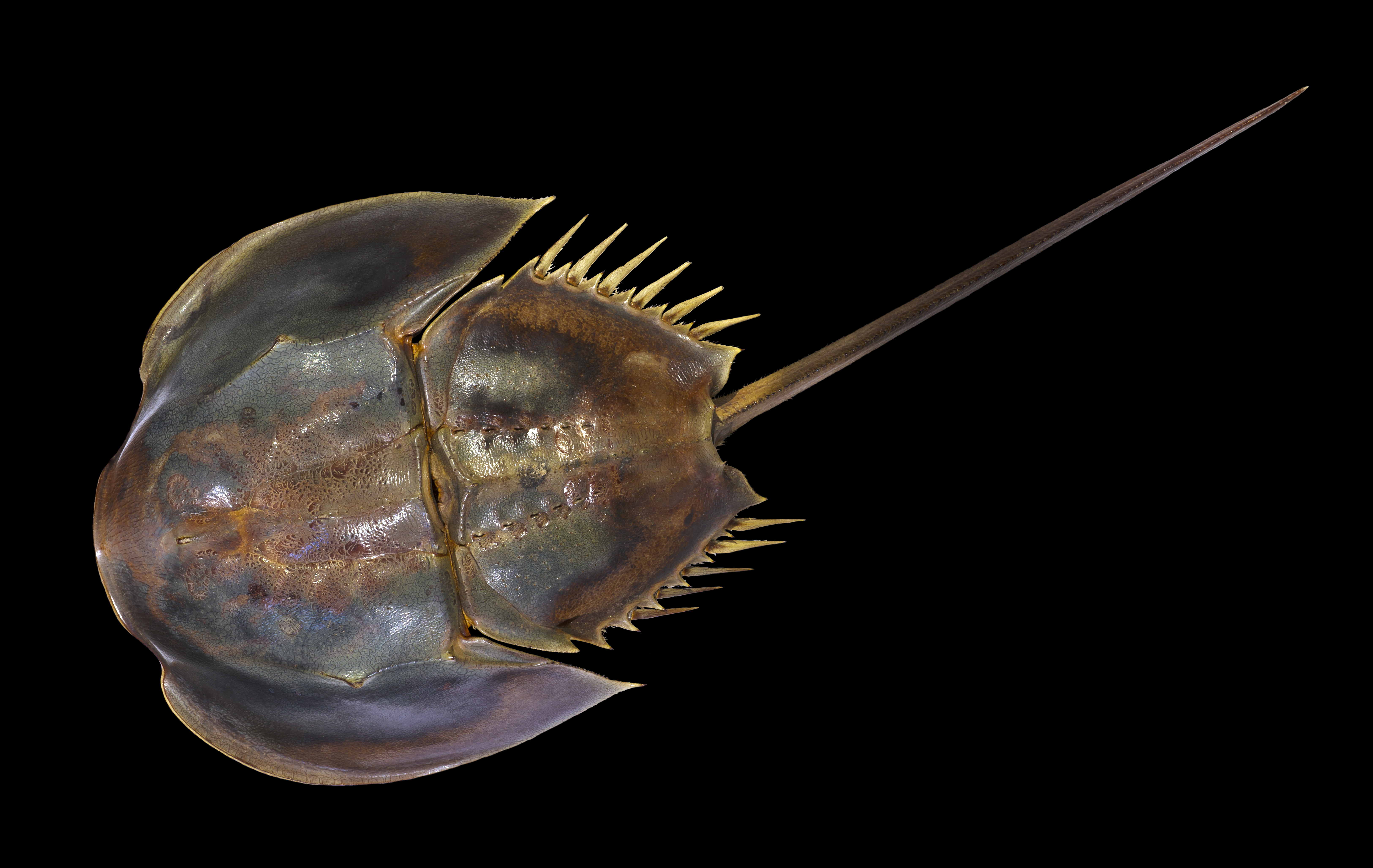
Вид сзади
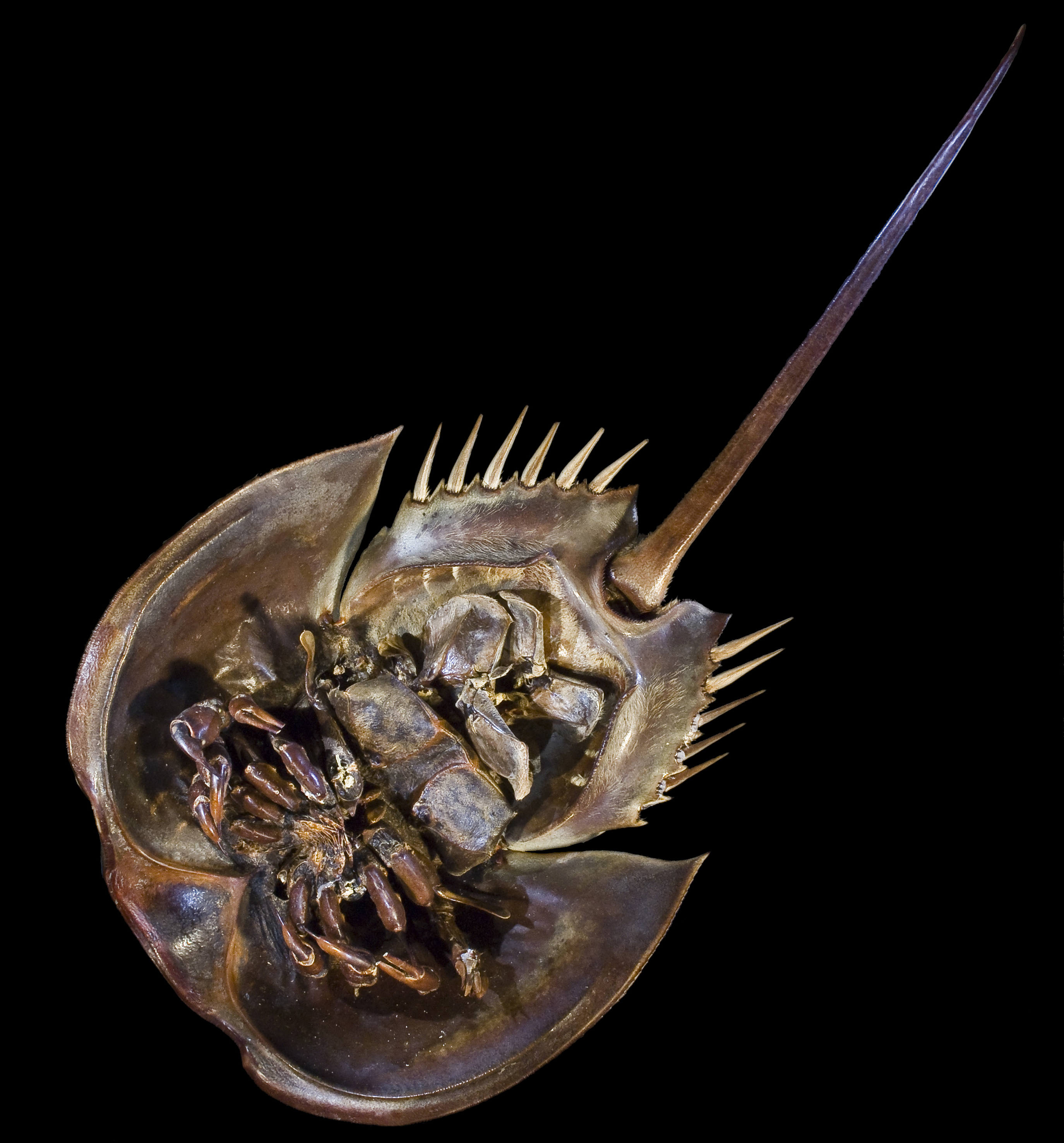
Вид снизу
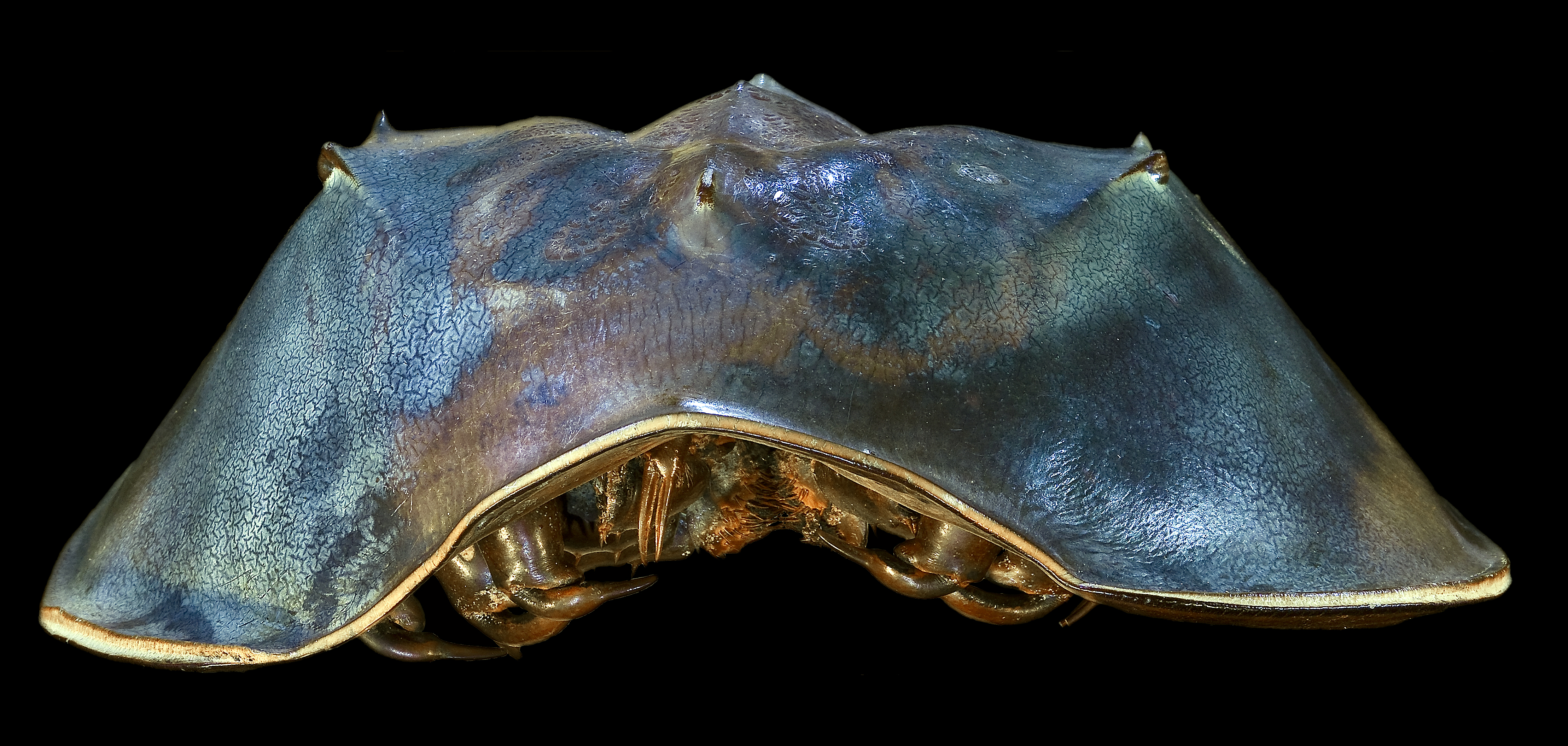
Вид спереди

## Сохранение
Для оценки положения вида недостаточно данных.